# Municipio de Byron (condado de Waseca)
El municipio de Byron (en inglés, Byron Township) es un municipio del condado de Waseca, Minnesota, Estados Unidos. Tiene una población estimada, a mediados de 2023, de 209 habitantes.
Abarca una zona exclusivamente rural.

## Geografía
Está ubicado en las coordenadas 43°52′41″N 93°34′30″O / 43.87806, -93.57500. Según la Oficina del Censo, tiene una superficie total de 93.6 km², de los cuales 93.4 km² corresponden a tierra firme y 0.2 km² están cubiertos de agua.

## Demografía
Según el censo de 2020, en ese momento había 216 personas residiendo en la zona. La densidad de población era de 2.3 hab./km². El 95.8 % de los habitantes eran blancos, el 0.5 % era afroamericano, el 0.5 % era amerindio, el 0.5 % era asiático y el 2.8% eran de una mezcla de razas. Del total de la población el 0.5 % era hispano o latino.